# Pteris codinae
Pteris codinae là một loài dương xỉ trong họ Pteridaceae. Loài này được Cadevall & Pau, Bonaparte mô tả khoa học đầu tiên năm 1915.
Danh pháp khoa học của loài này chưa được làm sáng tỏ. 